# Darazac
Darazac est une commune française située dans le département de la Corrèze, en région Nouvelle-Aquitaine.

## Géographie
Au sud du département de la Corrèze, la commune de Darazac s'étend sur 14,55 km2. Elle est arrosée par un affluent de la Dordogne, la Glane (également appelée Glane de Servières).
Le bourg de Darazac, au croisement des routes départementales (RD) 13 et 75, se situe, en distances orthodromiques, quatorze kilomètres au nord-est d'Argentat.

### Communes limitrophes
Darazac est limitrophe de cinq autres communes, dont Saint-Julien-aux-Bois au sud-est, sur une cinquantaine de mètres seulement.
Les communes limitrophes sont  Auriac, Bassignac-le-Haut, Saint-Julien-aux-Bois, Saint-Privat et Servières-le-Château.
|                      | Bassignac-le-Haut |                       |
| Servières-le-Château | Darazac           | Auriac                |
|                      | Saint-Privat      | Saint-Julien-aux-Bois |

### Climat
Pour des articles plus généraux, voir Climat de la Nouvelle-Aquitaine et Climat de la Corrèze.
Historiquement, la commune est exposée à un climat montagnard.  
En 2020, Météo-France publie une typologie des climats de la France métropolitaine dans laquelle la commune est exposée à un climat de montagne et est dans la région climatique  Ouest et nord-ouest du Massif Central, caractérisée par une pluviométrie annuelle de 900 à 1 500 mm, maximale en automne et en hiver.
Pour la période 1971-2000, la température annuelle moyenne est de 10,4 °C, avec  une amplitude thermique annuelle de 15 °C. Le cumul annuel moyen de précipitations est de 1 315 mm, avec 12,8 jours de précipitations en janvier et 8 jours en juillet. Pour la période 1991-2020, la température moyenne annuelle observée sur la station météorologique la plus proche, située sur la commune de Saint-Privat à 4 km à vol d'oiseau, est de 10,7 °C et le cumul annuel moyen de précipitations est de 1 324,6 mm,. Pour l'avenir, les paramètres climatiques de la commune estimés pour 2050 selon différents scénarios d’émission de gaz à effet de serre sont consultables sur un site dédié publié par Météo-France en novembre 2022.

## Urbanisme

### Typologie
Au 1er janvier 2024, Darazac est catégorisée commune rurale à habitat très dispersé, selon la nouvelle grille communale de densité à 7 niveaux définie par l'Insee en 2022.
Elle est située hors unité urbaine et hors attraction des villes,.

### Occupation des sols
L'occupation des sols de la commune, telle qu'elle ressort de la base de données européenne d’occupation biophysique des sols Corine Land Cover (CLC), est marquée par l'importance des forêts et milieux semi-naturels (59,3 % en 2018), en diminution par rapport à 1990 (61,1 %). La répartition détaillée en 2018 est la suivante : 
forêts (59,3 %), prairies (38,9 %), zones agricoles hétérogènes (1,9 %).
L'évolution de l’occupation des sols de la commune et de ses infrastructures peut être observée sur les différentes représentations cartographiques du territoire : la carte de Cassini (XVIIIe siècle), la carte d'état-major (1820-1866) et les cartes ou photos aériennes de l'IGN pour la période actuelle (1950 à aujourd'hui).

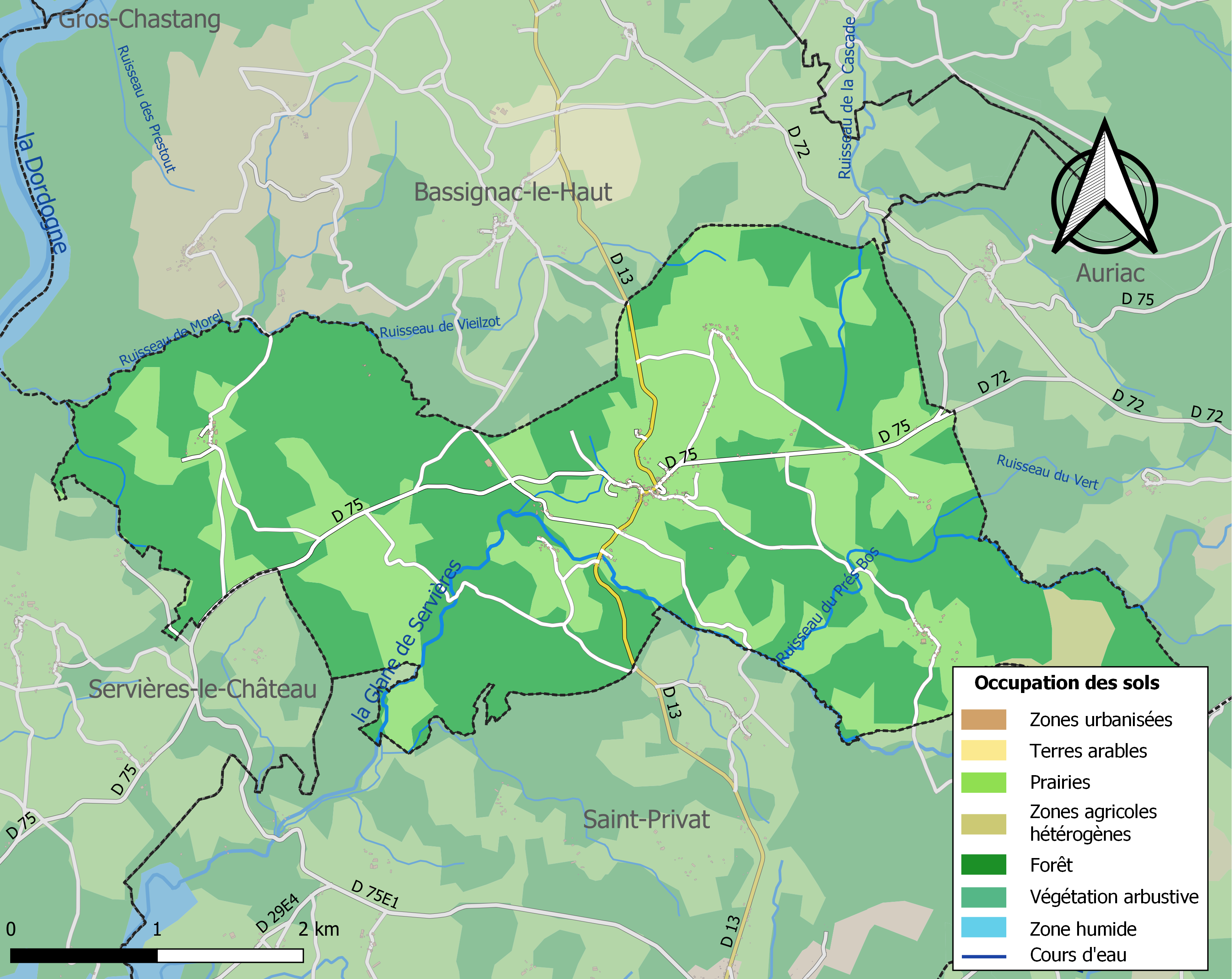
Carte des infrastructures et de l'occupation des sols de la commune en 2018 (CLC).

### Risques majeurs
Le territoire de la commune de Darazac est vulnérable à différents aléas naturels : météorologiques (tempête, orage, neige, grand froid, canicule ou sécheresse), feux de forêts et séisme (sismicité très faible). Il est également exposé à un risque particulier : le risque de radon. Un site publié par le BRGM permet d'évaluer simplement et rapidement les risques d'un bien localisé soit par son adresse soit par le numéro de sa parcelle.

#### Risques naturels

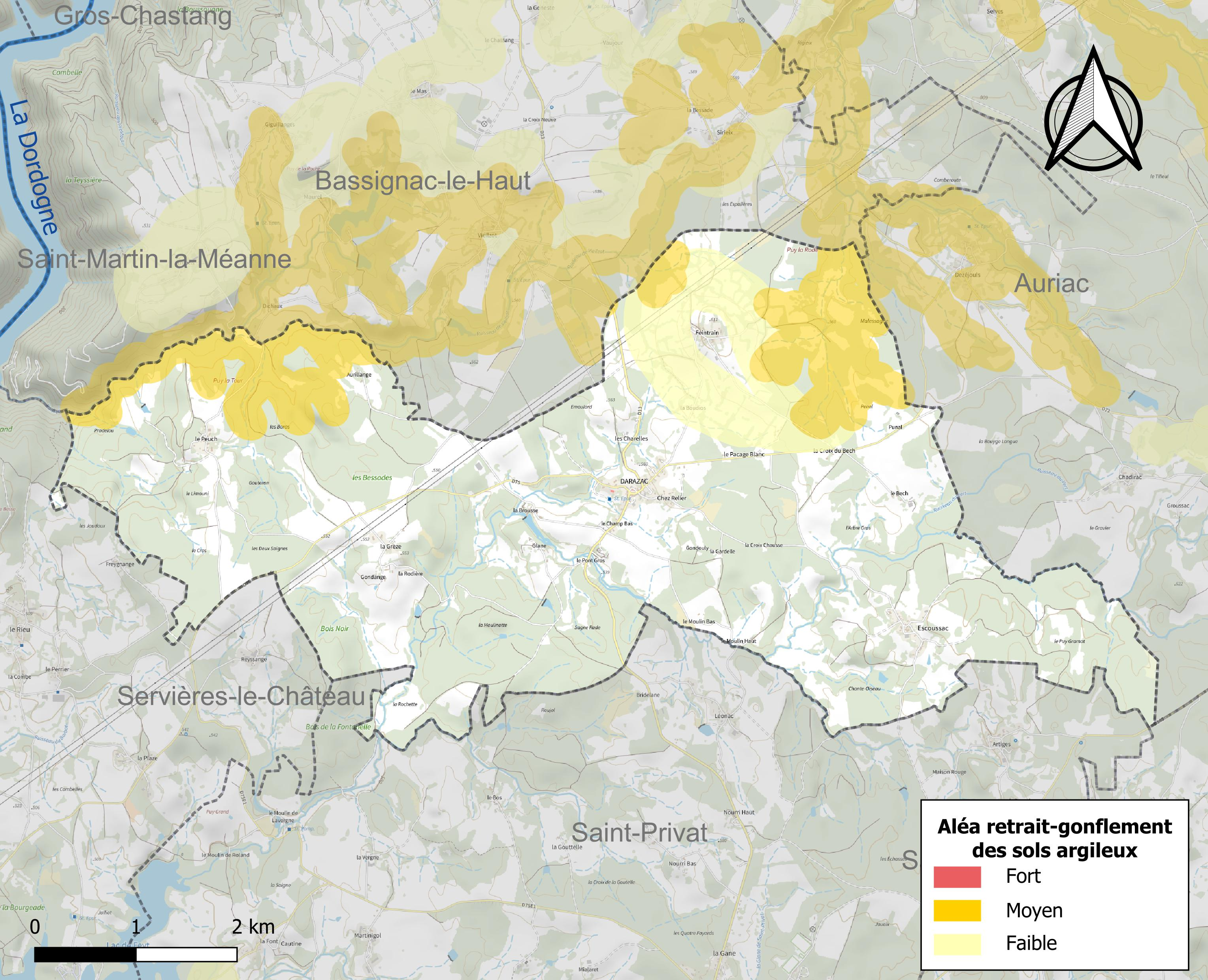
Carte des zones d'aléa retrait-gonflement des sols argileux de Darazac.

Le retrait-gonflement des sols argileux est susceptible d'engendrer des dommages importants aux bâtiments en cas d’alternance de périodes de sécheresse et de pluie. 12,2 % de la superficie communale est en aléa moyen ou fort (26,8 % au niveau départemental et 48,5 % au niveau national). Sur les 147 bâtiments dénombrés sur la commune en 2019,  aucun n'est en aléa moyen ou fort, à comparer aux 36 % au niveau départemental et 54 % au niveau national. Une cartographie de l'exposition du territoire national au retrait gonflement des sols argileux est disponible sur le site du BRGM,.
Concernant les feux de forêt, aucun plan de prévention des risques incendie de forêt (PPRIF) n’a été établi en Corrèze, néanmoins le code de l’urbanisme impose la prise en compte des risques dans les documents d’urbanisme. Le périmètre des servitudes d'utilité publique et des zones d'obligation légale de débroussaillement pour les particuliers est quant à lui défini pour la commune dans une carte dédiée. 

#### Risque particulier
Dans plusieurs parties du territoire national, le radon, accumulé dans certains logements ou autres locaux, peut constituer une source significative d’exposition de la population aux rayonnements ionisants. Certaines communes du département sont concernées par le risque radon à un niveau plus ou moins élevé. Selon la classification de 2018, la commune de Darazac est classée en zone 3, à savoir zone à potentiel radon significatif. 

## Histoire
En 954, le village était appelé Vicaria Dariacacensis en latin, la vicairie de Darazac.

## Politique et administration

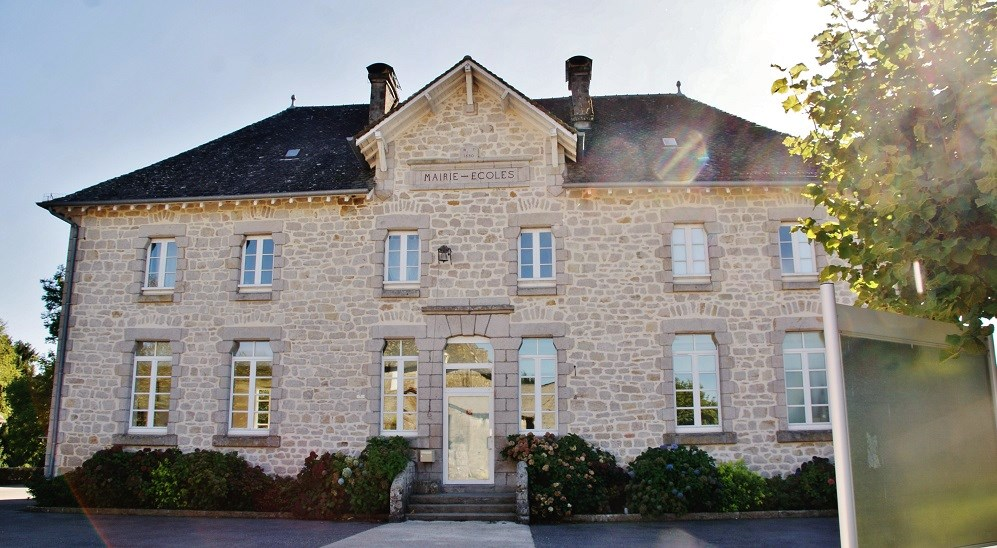
La mairie.

| Période                                  | Période   | Identité         | Étiquette | Qualité  |
| ---------------------------------------- | --------- | ---------------- | --------- | -------- |
| Les données manquantes sont à compléter. |           |                  |           |          |
|                                          |           |                  |           |          |
| 1995                                     | mars 2001 | Paul Brajou      |           |          |
| mars 2001                                | mars 2008 | Pierre Guillaume |           |          |
| mars 2008 (réélu en mars 2014)           | En cours  | Joël Beynel      |           | Retraité |

## Démographie
L'évolution du nombre d'habitants est connue à travers les recensements de la population effectués dans la commune depuis 1793. Pour les communes de moins de 10 000 habitants, une enquête de recensement portant sur toute la population est réalisée tous les cinq ans, les populations de référence des années intermédiaires étant quant à elles estimées par interpolation ou extrapolation. Pour la commune, le premier recensement exhaustif entrant dans le cadre du nouveau dispositif a été réalisé en 2004.

En 2022, la commune comptait 144 habitants, en évolution de +5,88 % par rapport à 2016 (Corrèze : −0,59 %, France hors Mayotte : +2,11 %).
| 1793 | 1800 | 1806  | 1821 | 1831 | 1836 | 1841 | 1846 | 1851 |
| ---- | ---- | ----- | ---- | ---- | ---- | ---- | ---- | ---- |
| 631  | 539  | 1 061 | 635  | 696  | 761  | 719  | 701  | 720  |

| 1856 | 1861 | 1866 | 1872 | 1876 | 1881 | 1886 | 1891 | 1896 |
| ---- | ---- | ---- | ---- | ---- | ---- | ---- | ---- | ---- |
| 641  | 634  | 644  | 618  | 658  | 632  | 615  | 642  | 556  |

| 1901 | 1906 | 1911 | 1921 | 1926 | 1931 | 1936 | 1946 | 1954 |
| ---- | ---- | ---- | ---- | ---- | ---- | ---- | ---- | ---- |
| 524  | 483  | 510  | 537  | 480  | 447  | 365  | 354  | 346  |

| 1962 | 1968 | 1975 | 1982 | 1990 | 1999 | 2004 | 2006 | 2009 |
| ---- | ---- | ---- | ---- | ---- | ---- | ---- | ---- | ---- |
| 287  | 270  | 246  | 182  | 149  | 139  | 159  | 158  | 158  |

| 2014 | 2019 | 2022 | - | - | - | - | - | - |
| ---- | ---- | ---- | - | - | - | - | - | - |
| 142  | 140  | 144  | - | - | - | - | - | - |

## Culture locale et patrimoine

### Lieux et monuments

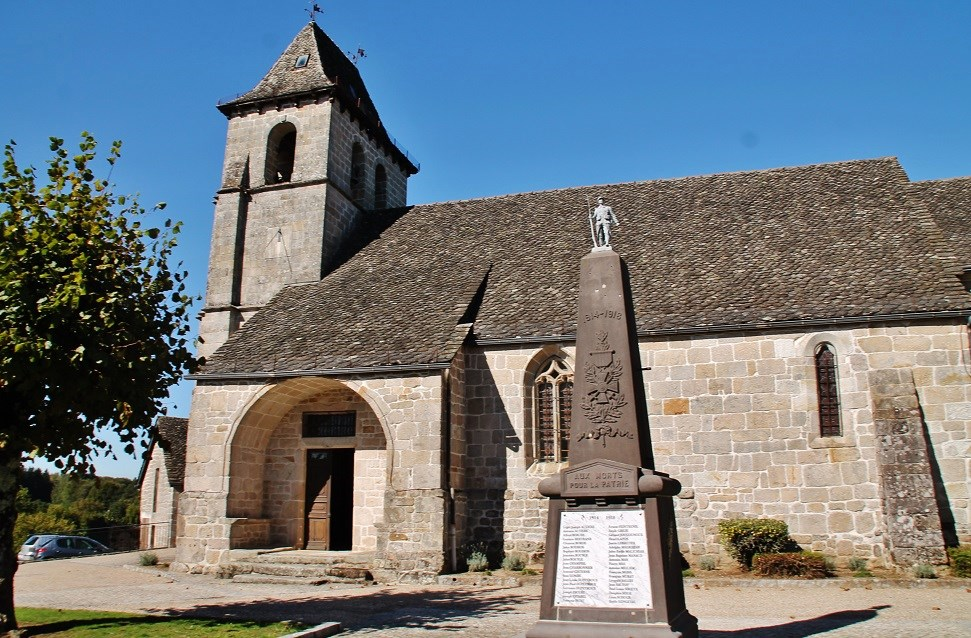
L'église Saint-Étienne de Darazac.

- Église Saint-Étienne.

### Héraldique
| Blason de Darazac | Blason  | De gueules à la bande d'or, au chef cousu d'azur chargé de trois étoiles aussi d'or. |
| Blason de Darazac | Détails | Le statut officiel du blason reste à déterminer.                                     |